# مهمت لبلبی
مهمت لبلبی (ترکی استانبولی: Mehmet Leblebi؛ ۱۹۰۸ – ۲۵ فوریهٔ ۱۹۷۲) بازیکن فوتبال اهل ترکیه بود.
از باشگاه‌هایی که در آن بازی کرده‌است می‌توان به باشگاه ورزشی گالاتاسارای و باشگاه فوتبال گالاتاسرای اشاره کرد.
وی همچنین در تیم ملی فوتبال ترکیه بازی کرده‌است.